# José Antonio Rubalkaba
José Antonio Rubalcaba Quintana (Bilbao, Vizcaya, 19 de julio de 1940) es un abogado y político español de ideología nacionalista vasca. 
Es conocido principalmente por su larga trayectoria en el Parlamento Vasco donde fue parlamentario de forma ininterrumpida entre 1980 y 2009 como representante del PNV por Vizcaya. También fue miembro de la dirección del PNV entre 1992 y 2007.

## Biografía
José Antonio Rubalkaba es licenciado en Derecho y abogado de profesión, aunque no ejerce desde que se dedicara a la política.
Se afilió al Partido Nacionalista Vasco (PNV) en 1976. Fue el fundador de la organización local del PNV en el barrio de Matico de Bilbao, de la que fue elegido presidente. 
En septiembre de 1980, al medio año de iniciarse la Primera Legislatura del Parlamento Vasco, se le encargó sustituir como parlamentario por Vizcaya al ya octogenario exlehendakari Jesús María de Leizaola. Desde entonces es reelegido en siete ocasiones (1984, 1986, 1990, 1994, 1998, 2001 y 2005).
De 1987 a 1998 ejerció como portavoz y presidente del grupo parlamentario nacionalista en el Parlamento Vasco.
Ha ejercido numerosos cargos parlamentarios durante estos años, destacando los de presidente de la Comisión Especial de Conservación, Modificación y Desarrollo del Derecho Civil, Foral y Especial (1985-1990), presidente de la Comisión de Incompatibilidades (1984-1990 y 1998-2001), presidente de la Comisión de Derechos Humanos (1987-1998) y presidente de la Comisión de Instituciones e Interior (1991-2009); entre otros muchos.
En 1992 entró a formar parte del Euskadi Buru Batzar (EBB), máximo órgano de dirección del PNV, cargo en el que permaneció hasta 2007.
Con 68 años de edad, tras 28 como parlamentario vasco y convertido en el más veterano del Parlamento Vasco, Rubalkaba anunció a finales de 2008 su jubilación ya que no se presentaría a la reelección. Su última intervención parlamentaria se produjo el 22 de diciembre de 2008, despidiéndose al grito de Gora Euskadi askatuta ('Viva Euskadi libre').